# Публий Бебий Италик
Публий Бебий Италик (лат. Publius Baebius Italicus) — римский политический деятель I века.
Италик происходил из Канузия или Северной Италии. Во время войны в 69 году за императорскую власть поддерживал Флавиев. В правление императора Веспасиана он занимал должность народного трибуна. За заслуги в войне против хаттов был награждён императором Домицианом. С 84/85 по 86/87 год он был наместником провинции Ликия и Памфилия. В 90 году Италик находился на посту консула-суффекта.
Вероятно, Италик был автором поэмы «Латинская Илиада», написанной при Нероне, так как известно, что её автор носил когномен Италик. В этом произведении заметно влияние греческой поэзии. Впрочем, полностью оценить это произведение сложно из-за того, что сохранились лишь несколько отрывков.